# Lijst van burgemeesters van Nijeveen
Dit is een lijst van burgemeesters van de voormalige Nederlandse gemeente Nijeveen in de provincie Drenthe. In 1998 is deze gemeente opgegaan in de gemeente Meppel. Tot 1811 viel Nijeveen onder het schultambt Meppel en Nijeveen.
| Ambtsperiode            | Naam burgemeester                                 | Partij of stroming | Bijzonderheden                                                                           |
| ----------------------- | ------------------------------------------------- | ------------------ | ---------------------------------------------------------------------------------------- |
| 1811 - 1832             | Gerrit Vos                                        |                    |                                                                                          |
| 1832 - 1846             | Mr Wyncko Johannes Tonckens                       | conservatief       | werd kantonrechter in Meppel                                                             |
| 1847 - 1849             | Mr Joachimus Lunsingh Tonckens                    |                    |                                                                                          |
| 1850 - 1854             | mr. Jan Willem Jacobus baron de Vos van Steenwijk |                    |                                                                                          |
| 1854 - 1858             | Mr Jan Gratama                                    |                    | werd kantonrechter in Appingedam                                                         |
| 1859 - 1861             | Mr Petrus Slot                                    |                    | werd burgemeester van Staphorst                                                          |
| 1861 - 1869             | Mr Jan Aldrik Sluis                               |                    | werd notaris in Meppel                                                                   |
| 1869 - 1878             | J.W. van Royen                                    |                    |                                                                                          |
| 1878 - 1883             | Pieter Alberts Derks                              |                    | werd burgemeester in Havelte                                                             |
| 1883 - 1884             | Jan Abraham Rudolph Kymmell                       |                    | was burgemeester in Havelte                                                              |
| 1884 - 1896             | A.J.J. Van Steyn                                  |                    |                                                                                          |
| 1896 - 1905             | Willem Gerard Maurits Eyck van Zuylichem          |                    |                                                                                          |
| 1905 - 1910             | J.A.R. Bosma                                      |                    | werd burgemeester van De Wijk                                                            |
| 1910 - 1914             | H.F.M.E. graaf van Limburg Stirum                 |                    |                                                                                          |
| 1914 - 1937             | K. Slomp                                          |                    | was kort voor hem ontslag werd verleend met 78 jaar de oudste burgemeester van Nederland |
| 1937 - 1943             | E.S. van Veen                                     | CHU                | in 1943 met ziekteverlof en begin 1944 ontslagen                                         |
| 1943 - 1945?            | G. Wisman                                         |                    | waarnemend; tevens burgemeester van Meppel                                               |
| 1945? - 1946            | E.S. van Veen                                     | CHU                | werd burgemeester van Aalten                                                             |
| 1946 - 1962             | Douwe Weima                                       |                    |                                                                                          |
| 1962 - 1971             | D. Haitsma                                        | ARP                |                                                                                          |
| 1972 - 1978             | F. Niemeijer                                      | ARP                |                                                                                          |
| 16 augustus 1979 - 1986 | H.M. Gielink                                      | CDA                |                                                                                          |
| 1987 - 1992             | G. Hokken                                         | CDA                |                                                                                          |
| 1992 - 1998             | Hendrik Jacobus (Henk) van der Woude              | CDA                | werd waarnemend burgemeester van Zwartsluis                                              |